# Сухопольский сельсовет
Сухопольский сельсовет (бел. Сухо́пальскі сельсавет) — административная единица на территории Пружанского района Брестской области Беларуси. Административный центр — агрогородок Сухополь.

## Состав
Сухопольский сельсовет включает 28 населённых пунктов:
- Андрияновка — деревня.
- Бабинец — деревня.
- Большой Красник — деревня.
- Борки — деревня.
- Выброды — деревня.
- Галены — деревня.
- Глубокий Кут — деревня.
- Глушец — деревня.
- Гриневичи — деревня.
- Детоветчина — деревня.
- Избицы — деревня.
- Клетное — деревня.
- Коледизна — деревня.
- Левки — деревня.
- Малый Красник — деревня.
- Мурава — агрогородок.
- Непомациновка — деревня.
- Новоселки — деревня.
- Попелево — деревня.
- Приколесь — деревня.
- Ровбицк — агрогородок.
- Рудавка — деревня.
- Сухополь — агрогородок.
- Хвалово — деревня.
- Хвойник — деревня.
- Чадель — деревня.
- Чепели — деревня.
- Яновщизна — хутор.